# Batsí (Ándros)
Batsí (grec moderne : Μπατσί) est une localité située dans le dème d'Ándros, dans le district régional d'Ándros, dans la périphérie d'Égée-Méridionale, en Grèce.
Selon le recensement de 2021, elle compte 907 habitants.